# Meleager-Maler

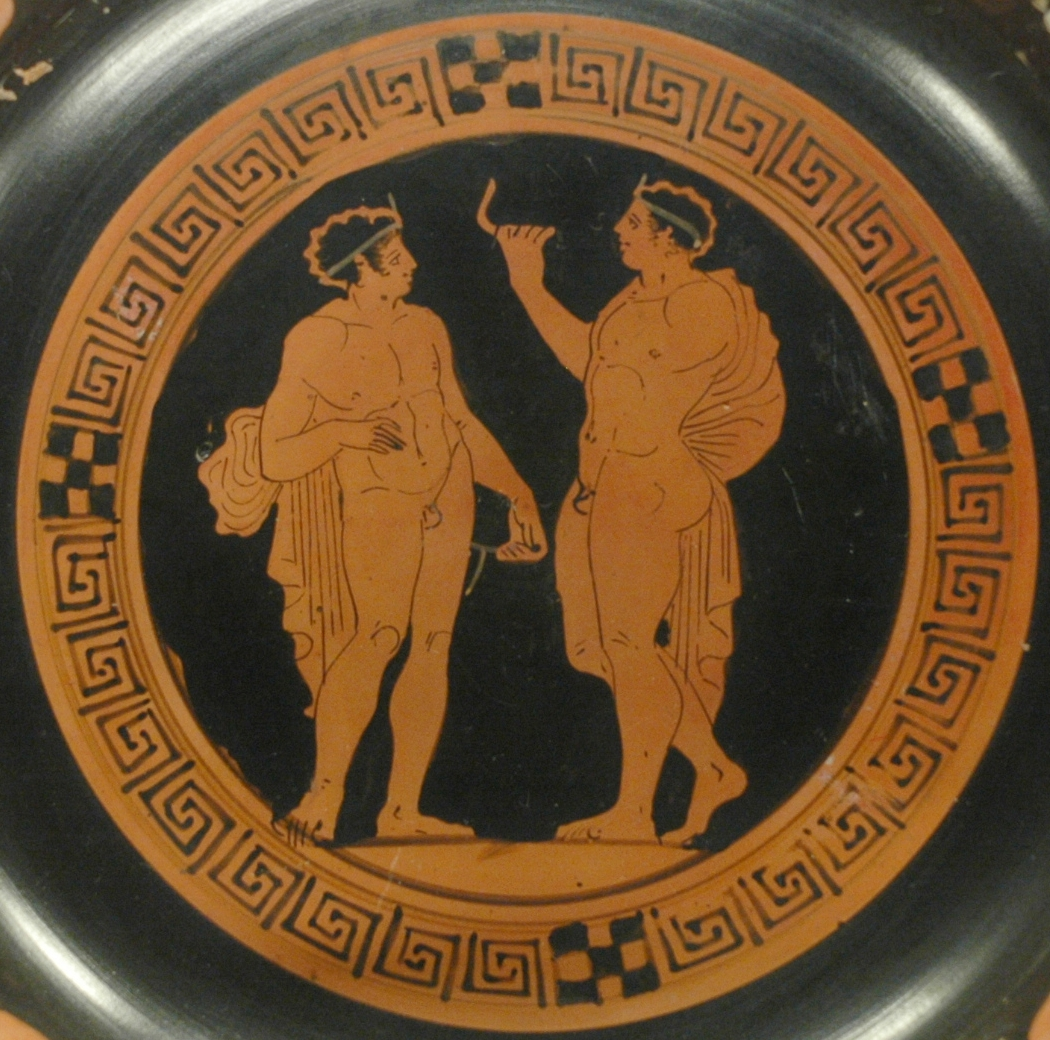
Zwei Athleten, Tondo einer Schale, um 400/375 v. Chr.

Der Meleager-Maler ist ein Maler des attisch-rotfigurigen Stils. Er arbeitete im ersten Drittel des 4. Jahrhunderts v. Chr.

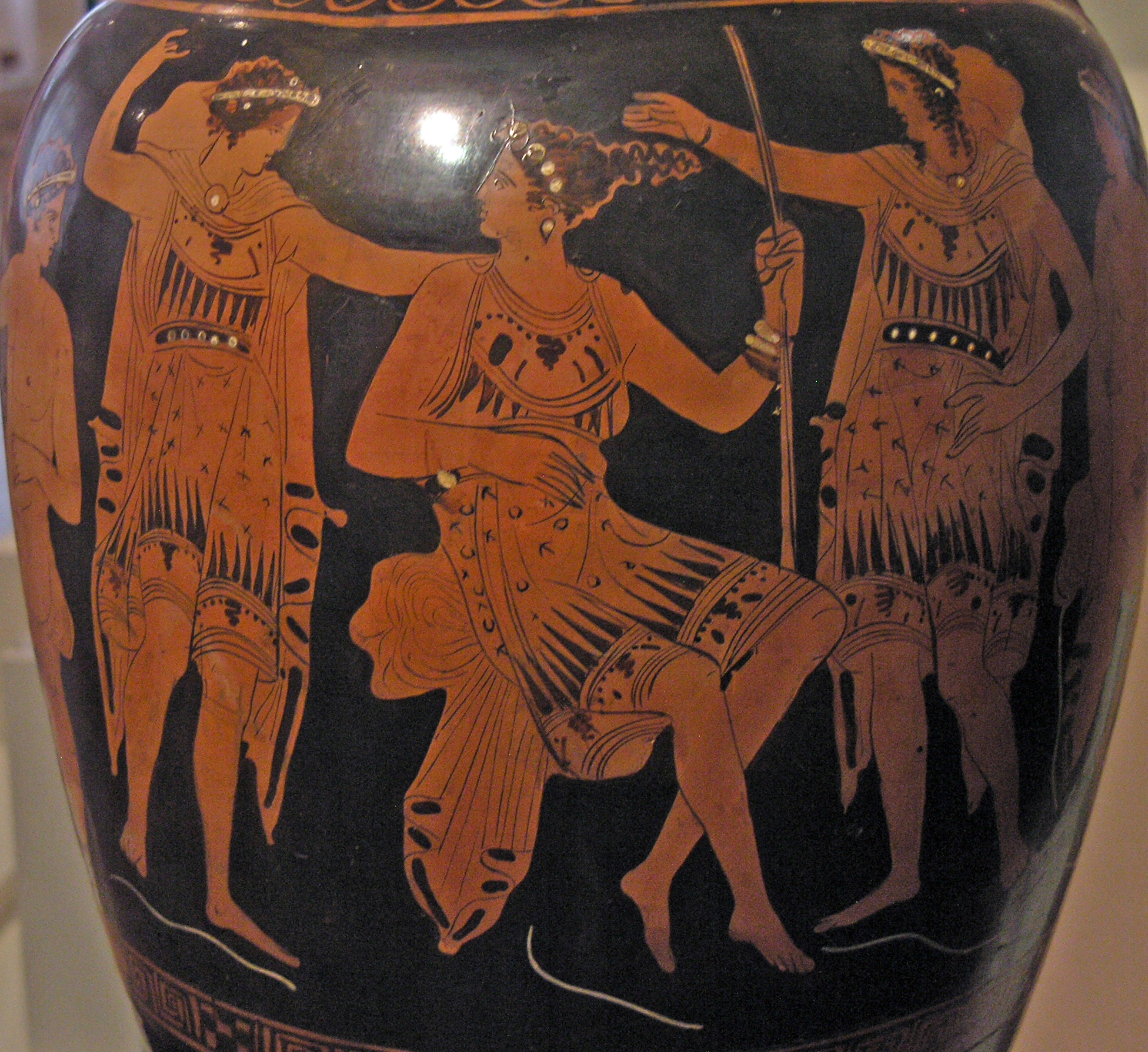
Die kalydonische Eberjagd: Atalante sitzt von Meleager und möglicherweise Tydeus flankiert, Nolanische Amphora, um 400/375 v. Chr.

Der Meleager-Maler steht in der Tradition einiger zeitlich etwas früher anzusiedelnden Maler wie des Mikion-Malers. Er ist der wohl bedeutendste Vasenmaler dieser Generation. Er bemalte ein breites Spektrum verschiedener Vasenformen, sogar Schalen, was zu dieser Zeit für Gefäßmaler eher ungewöhnlich war. Seinen Notnamen erhielt er von mehreren Vasen, auf denen er Jägergruppen darstellte, zu denen auch Atalante und ihr Liebhaber Meleager gehörten. Kolonetten- und Glockenkratere verzierte er meist mit dionysischen Themen. Wie auch einige andere Vasenmaler der Zeit stellte er gern Figuren in orientalischer Kleidung dar. Die Tondi der Innenbilder seiner Kylixes fasste er häufig mit Kränzen ein. Themen dieser Innenbilder sind meist Göttergruppen oder einzelne Götter. Schalenaußenseiten und Rückseiten anderer Vasen sind meist von minderer Qualität.